# Dolní Bučice

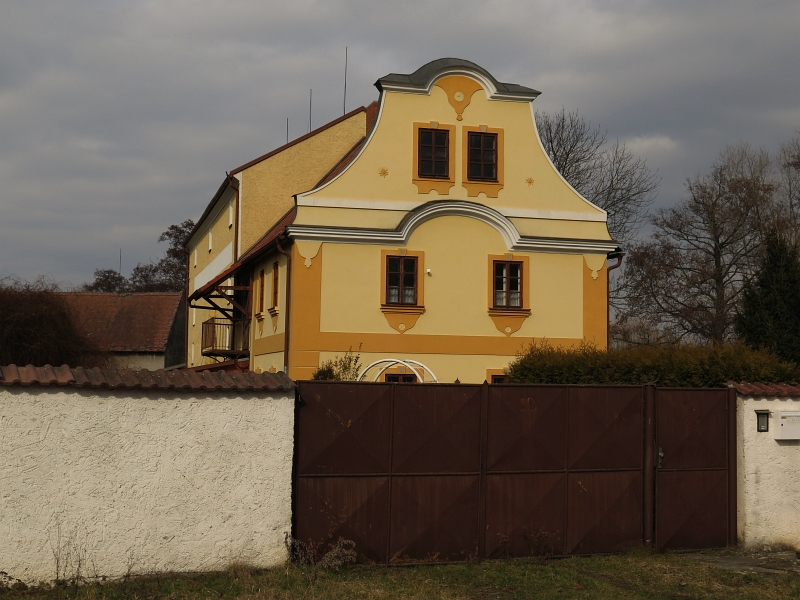
Rote Mühle bei Dolní Bučice

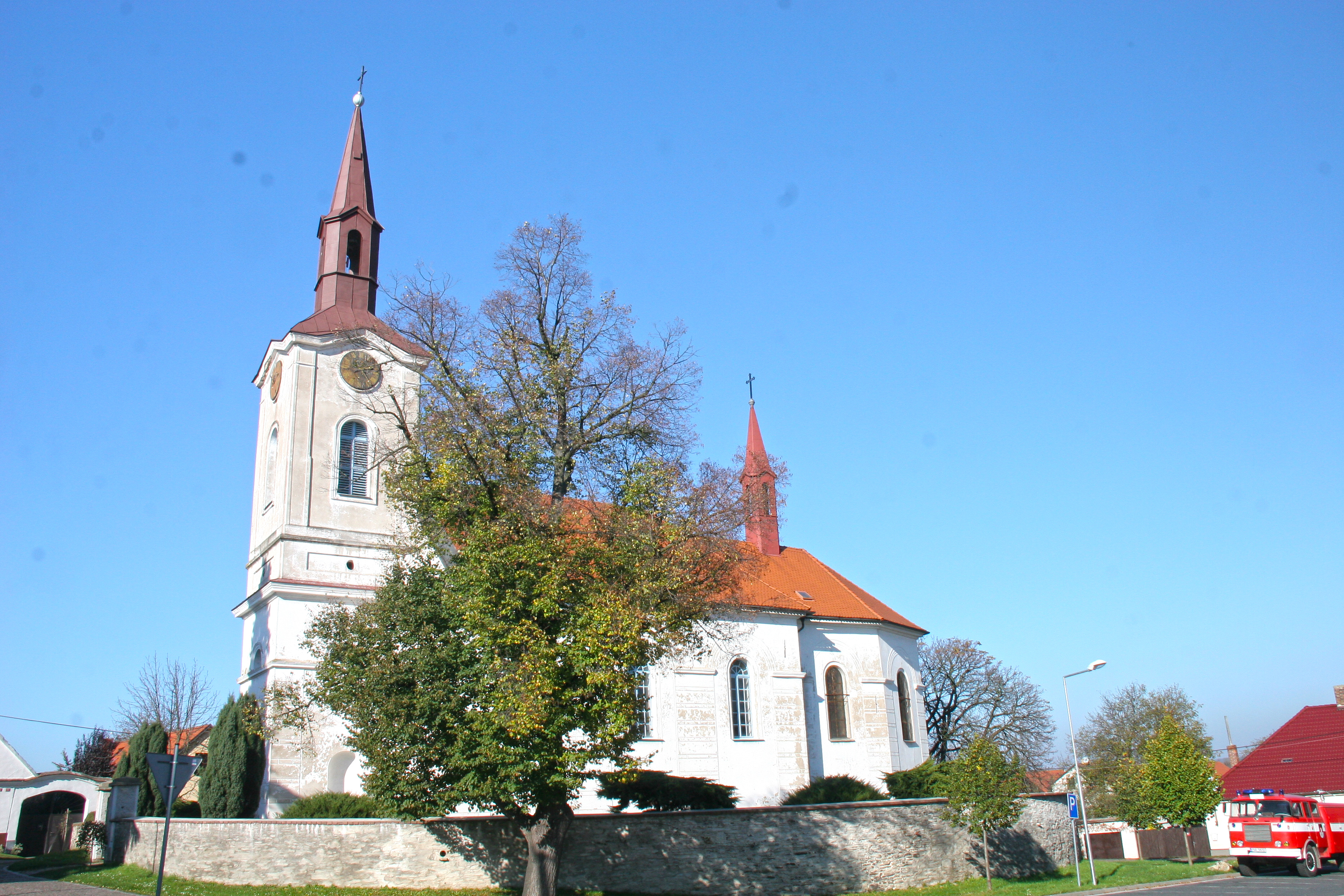
Kirche Allerheiligen

Dolní Bučice (deutsch Unter Butschitz) ist ein Ortsteil der Gemeinde Vrdy im Okres Kutná Hora in Tschechien. Er liegt sechs Kilometer nordöstlich von Čáslav.

## Geographie
Dolní Bučice befindet sich linksseitig der Doubrava in der Čáslavská kotlina (Czaslauer Becken). Durch den Ort verläuft die Straße I/17 zwischen Čáslav und Heřmanův Městec. In Dolní Bučice endet die Bahnstrecke Skovice–Vrdy-Bučice. Um Dolní Bučice erstrecken sich mehrere größere Gewerbestandorte; östlich des Dorfes liegt das Areal der Goldbeck Bau s. r. o. und Goldbeck Prefabeton s.r.o., zwischen Dolní Bučice und Vrdy die Anlagen der Ethanol Energy a.s. (ehemals Schoellersche Zuckerraffinerie).
Nachbarorte sind Polsko und Zbyslav im Norden, Starkoč im Nordosten, Lovčice im Osten, Vrdy im Südosten, Skovice und Markovice im Süden, Filipov, Koudelov und Čáslav im Südwesten, Horní Bučice im Westen sowie Vlačice und Výčapy im Nordwesten.

## Geschichte
Die erste urkundliche Erwähnung des Dorfes, Hofes und der Mühle in Bučice erfolgte 1279, als das Benediktinerkloster Vilémov dort eine Niederlassung errichtete.
Die älteste Nachricht über die Pfarrkirche stammt aus dem Jahre 1307. Bučice war lange Zeit ein eigenständiges Gut, zu Beginn des 17. Jahrhunderts gehörte es Niklas Wostrowsky von Skalitz. Später erwarben die Grafen von Thun und Hohenstein das Gut und schlugen es ihrer Fideikommissherrschaft Žehušice zu.
Im Jahre 1840 bestand Unter-Butschitz bzw. Bučice Dolnj aus 33 Häusern, in denen 227 Personen lebten. Das Dorf lag an der mährischen Hauptstraße, die auf einer steinernen Brücke über die Daubrawa führte. Unter herrschaftlichem Patronat standen die Filialkirche zu Allen Heiligen und die Schule. Nordöstlich des Dorfes befand sich eine Mühle an der Daubrawa. Pfarrort war Chotusitz.
Nach der Aufhebung der Patrimonialherrschaften bildete Dolní Bučice mit dem Ortsteil Horní Bučice eine Gemeinde im Gerichtsbezirk Časlau. 1851 entstand eine Stärkefabrik. Ab 1868 gehörte der Ort zum Bezirk Časlau. Im selben Jahre erfolgte die Gründung einer Aktien-Zuckerfabrik. Durch die Ansiedlung von Zucker- und Stärkeindustrie in Dolní Bučice und im benachbarten Vrdy erfolgte durch Zuzug von Arbeitern eine starke Vergrößerung des Dorfes. 1869 wurde wieder ein Pfarramt in Dolní Bučice eingerichtet. 1881 nahm die Österreichische Lokaleisenbahngesellschaft die Sekundärbahn Skovice–Vrdy-Bučice in Betrieb; sie diente hauptsächlich dem Zuckerrübentransport zur Schoellerschen Zuckerraffinerie in Vrdy und der Aktien-Zuckerfabrik Dolní Bučice. Im gleichen Jahr erfolgte die Gründung eines Dampfsägewerkes, auf dessen Gelände sich heute der Betonelementehersteller Goldbeck befindet. An der Straße nach Čáslav entstand in den 1880er Jahren eine Ziegelei. Der immer bäuerlich gebliebene Ortsteil Horní Bučice löste sich zum Ende des 19. Jahrhunderts los und bildete eine eigene Gemeinde. Die Stärkefabrik wurde 1912 in eine Zichorienfabrik umgewandelt.
Der Personenverkehr auf der Bahnstrecke Skovice–Vrdy-Bučice wurde 1955 eingestellt. Im Zuge der Gebietsreform von 1960 wurde der Okres Čáslav aufgehoben; Dolní Bučice wurde dem Okres Kutná Hora zugeordnet und nach Vrdy eingemeindet. Am 3. März 1991 hatte der Ort 796 Einwohner; beim Zensus von 2001 lebten in den 249 Wohnhäusern von Dolní Bučice 876 Personen.

## Ortsgliederung
Der Ortsteil Dolní Bučice umfasst den Katastralbezirk Dolní Bučice und einen Teil des Katastralbezirkes Vrdy.

## Sehenswürdigkeiten
- Rote Mühle (Červený mlýn) an der Doubrava, die seit 1279 nachweisliche Wassermühle ist als Technisches Denkmal und Kulturdenkmal geschützt.
- Allerheiligen-Kirche